# Bér, Nógrád
Bér (în slovacă Bír) este un sat în districtul Pásztó, județul Nógrád, Ungaria, având o populație de 371 de locuitori (2011).

## Demografie
Componența etnică a satului Bér
     Maghiari (68,68%)
     Slovaci (16,79%)
     Romi (13,96%)
     Necunoscut (0,57%)
     Alții (0,57%)
Componența confesională a satului Bér
     Luterani (50,67%)
     Romano-catolici (23,18%)
     Fără religie (8,36%)
     Reformați (2,16%)
     Necunoscută (15,63%)
     Alte religii (6,74%)
Conform recensământului din 2011, satul Bér avea 371 de locuitori. Din punct de vedere etnic, majoritatea locuitorilor (68,68%) erau maghiari, existând și minorități de slovaci (16,79%) și romi (13,96%). Apartenența etnică nu este cunoscută în cazul a 0,57% din locuitori.  Din punct de vedere confesional, majoritatea locuitorilor (50,67%) erau luterani, existând și minorități de romano-catolici (23,18%), persoane fără religie (8,36%) și reformați (2,16%). Pentru 15,63% din locuitori nu este cunoscută apartenența confesională.